# Kantlia
Kantlia là một thị trấn thống kê (census town) của quận Haora thuộc bang Tây Bengal, Ấn Độ.

## Nhân khẩu
Theo điều tra dân số năm 2001 của Ấn Độ, Kantlia có dân số 7371 người. Phái nam chiếm 52% tổng số dân và phái nữ chiếm 48%. Kantlia có tỷ lệ 67% biết đọc biết viết, cao hơn tỷ lệ trung bình toàn quốc là 59,5%: tỷ lệ cho phái nam là 73%, và tỷ lệ cho phái nữ là 61%. Tại Kantlia, 13% dân số nhỏ hơn 6 tuổi.